# Killing Machine
| Críticas profissionais | Críticas profissionais |
| Avaliações da crítica  | Avaliações da crítica  |
| Fonte                  | Avaliação              |
| ---------------------- | ---------------------- |
| allmusic               | link                   |

Killing Machine (nos Estados Unidos: Hell Bent for Leather) é o quinto álbum de estúdio da banda de Heavy metal, Judas Priest, lançado em novembro de 1978 pela CBS Records na Europa, e pela Columbia Records nos Estados Unidos. É o último a contar com o baterista Les Binks, que em meados de 1979. deixou a banda.
Este álbum definiu o uso das vestimentas de couro e tachinhas metálicas pelos integrantes da banda, embora a primeira aparição deles com este visual tenha sido na capa do single "Better Than You, Better Than Me".
Em 2001, foi remasterizado com duas faixas bônus; "Fight For Your Life" gravada durante as sessões de Screaming for Vengeance e é o protótipo do "Rock Hard Hide Free" em 1984 e uma versão ao vivo de " Riding On The Wind", gravado em 1983 no US Festival. Também, em 2005 a revista Rock Hard o classificou como o 321 em sua lista de 500 maiores álbuns de rock e metal de todos os tempos.

## Antecedentes
Sua gravação aconteceu nos estúdios Utopia, Basing Streets e CBS Records entre os meses de agosto e setembro, poucos dias depois de  voltarem do Japão como parte da turnê Stained Class Tour. Sua produção foi feita pela banda juntamente com James Guthrie, que havia trabalhado anteriormente como produtor  no single "Better Than You, Better Than Me". Enquanto o processo de mixagem foi realizado em setembro na Utopia Studios de Londres.

## Mudança no título
O título original trouxe várias discussões com a Columbia Records, distribuidora do álbum nos Estados Unidos, que segundo eles, o nome poderia ter "implicações assassinas" e era agressivo demais para ser colocado à venda. Além disso, anunciaram que várias lojas de departamento, incluído a Kmart, lhes disseram que se não mudassem o título, não o colocariam em sua prateleiras.
Por esta razão e para evitar problemas com grandes compradores no mercado estadunidense, o selo lhe sugeriu mudar o nome do disco, que passou a se chamar Hell Bent for Leather e foi finalmente colocado  à venda, não só nos Estados Unidos mas também Canadá e outros mercados menores. Esta edição contou como faixa exclusiva uma versão de "The Green Manalishi (With The Two Pronged Crown), original de Fleetwood Mac que havia sido escrita em 1970 pelo guitarrista Peter Green algumas semanas antes de sair da banda.

## Lançamento e promoção
Foi lançado em 09 de outubro de 1978 no Reino Unido através da CBS Records, alcançando o número trinta e dois na lista UK Albums Chart em 11 de novembro do mesmo ano. Enquanto na América do Norte foi lançando em 28 de fevereiro de 1979 pela Columbia Records, como mencionado, sob o título Hell Bent For Leather, e alcançou a posição de número 128 na Billboard 200. Além disso, em 1989 foi certificado com dico de ouro pela RIAA após vender mais de 500 mil cópias neste último país.
Quanto a sua promoção, em 1978, Hell Bent For Leather foi lançada como primeiro single, mas só para o mercado japonês. Já em 1979 foram lançados os singles Rock Forever, Evening Star e "Take On The World" para todo o mundo, entrando estes dois últimos na UK Singles Chart ficando nas posições cinquenta e três e quatorze respectivamente.
Em 1978 iniciaram a Killing Machine Tour, que os levou para varias cidades do Reino Unido e Estados Unidos, como também lhes permitiram tocar pela primeira vez na Bélgica, Canadá,Irlanda, Alemanha e França, cuja apresentações terminaram em 15 de dezembro de 1979.

## Capa
Para dar ênfase a nova imagem da banda, o artista Roslav Szaybo colocou um capacete de motocicleta de couro sobre a cabeça de um manequim. Ele também adicionou óculos quebrado e coberto de sangue. Segundo ele, isso dava clara referências a aparência da banda, e quando a Columbia decidiu mudar o título para Hell Bent For Leather, a imagem parecia se encaixar mais. Além disso, retomou o logotipo que ele criou para a capa da Stained Class, adicionando uma ponto sublinhado a mais sob a palavra Judas e uma ponto a menos para a palavra Priest. Estas mudanças são as que definiu o logotipo característico e é o que mais tem sido usada desde então.

## Faixas
| Lado um |                         |                                         |         |  |
| N.º     | Título                  | Compositor(es)                          | Duração |  |
| 1.      | "Delivering the Goods"  | Rob Halford, K.K. Downing, Glenn Tipton | 4:16    |  |
| 2.      | "Rock Forever"          | Halford, Downing, Tipton                | 3:19    |  |
| 3.      | "Evening Star"          | Halford, Tipton                         | 4:06    |  |
| 4.      | "Hell Bent for Leather" | Tipton                                  | 2:41    |  |
| 5.      | "Take on the World"     | Halford, Tipton                         | 3:00    |  |
| 6.      | "Burnin' Up"            | Downing, Tipton                         | 4:07    |  |

| Lado dois |                                                                             |                          |         |  |
| N.º       | Título                                                                      | Compositor(es)           | Duração |  |
| 7.        | "The Green Manalishi (With the Two-Pronged Crown)" (cover de Fleetwood Mac) | Peter Green              | 3:23    |  |
| 8.        | "Killing Machine"                                                           | Tipton                   | 3:01    |  |
| 9.        | "Running Wild"                                                              | Tipton                   | 2:58    |  |
| 10.       | "Before the Dawn"                                                           | Halford, Downing, Tipton | 3:23    |  |
| 11.       | "Evil Fantasies"                                                            | Halford, Downing, Tipton | 4:15    |  |

| Faixas bônus 2001 |                                                                                       |                          |         |  |
| N.º               | Título                                                                                | escritor(es)             | Duração |  |
| 12.               | "Fight for Your Life" (Gravado durante as sessões de 1982 de Screaming for Vengeance) | Downing, Halford, Tipton | 4:06    |  |
| 13.               | "Riding on the Wind" (Ao vivo no US Festival, Devore, Califórnia; 29 de Maio de 1983) | Downing, Halford, Tipton | 3:16    |  |

## Membros
- Rob Halford - Vocais
- K.K. Downing - Guitarra
- Glenn Tipton - Guitarra
- Ian Hill - Baixo
- Les Binks - Bateria

## Desempenho nas paradas
| Parada musical                 | Posição |
| ------------------------------ | ------- |
| Reino Unido (UK Albums Chart)  | 32      |
| Estados Unidos (Billboard 200) | 128     |

## Certificações
| País                  | Certificação | Vendas  |
| --------------------- | ------------ | ------- |
| Estados Unidos (RIAA) | Ouro         | 500.000 |